# سرخس غربي
سرخس غربي (الاسم العلمي:Polypodium hesperium) هو نوع نباتي يتبع جنس السرخس من فصيلة السرخسية.